# Chrodegang

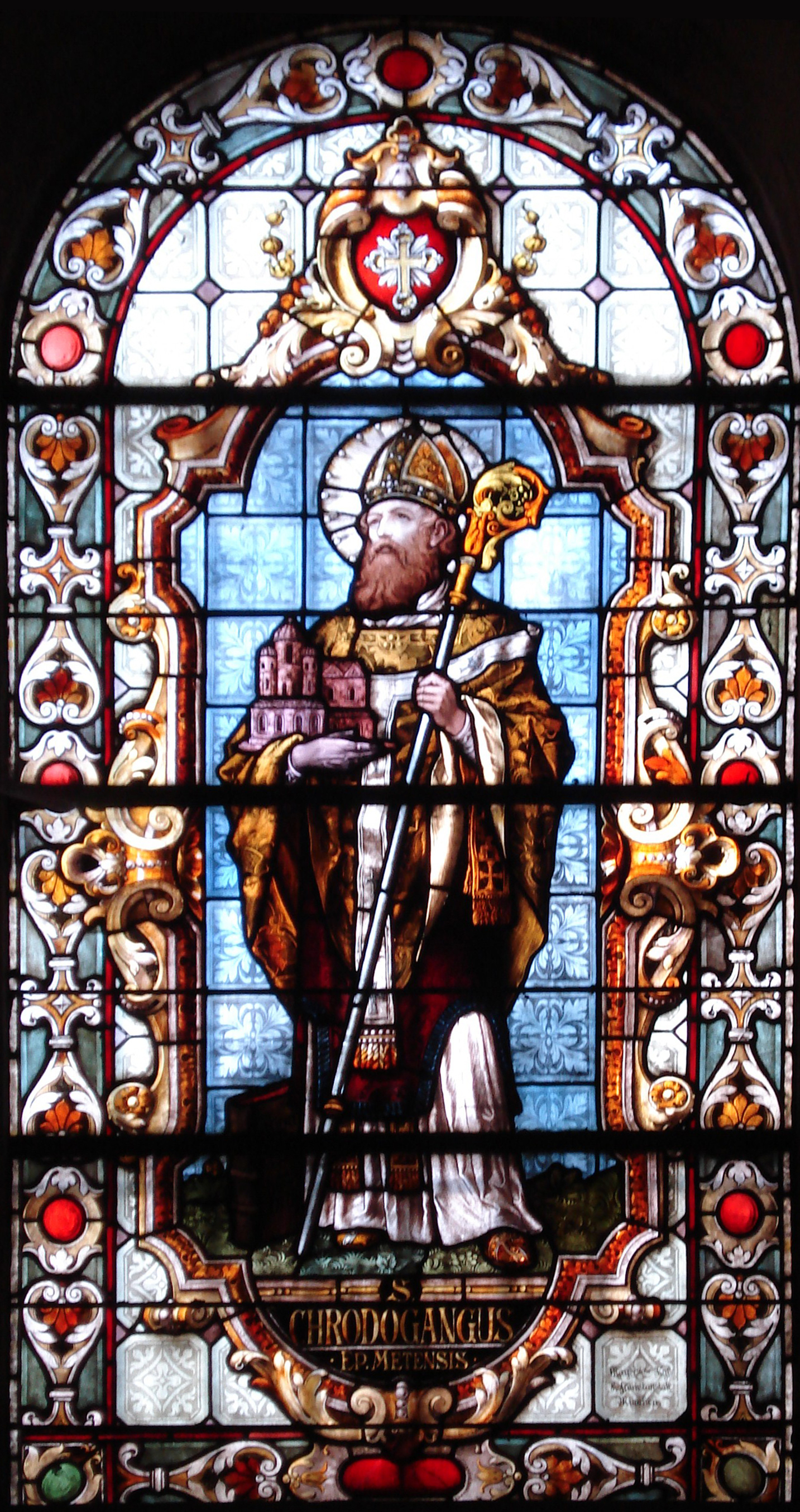
Sankt Chrodegang avbildad på glasfönster i Sainte-Glossinde-kapellet i Metz.

Chrodegang, död 766, var en kyrkopolitiker av frankisk börd.
Chrodegang var referendarie (kansler) hos Karl Martell, och blev av Pippin den lille utnämnd till biskop i Metz 742. Chrodegang fick 753 i uppdrag att föra påven Stefan II, som hård trängdes av langobarderna till Frankrike, vilket även lyckades. Han är dock mest känd för den regel, kopierad efter Benedikt av Nursia, efter vilken han ville ordna prästerna vid Metz katedrals liv, i så nära samklang med munklivet som möjligt. Chrodegangs idé slog igenom, och han blev därför, delvis orätt, ansedd som dess dess upphovsman.
Chrodegang är helgon i romersk-katolska kyrkan med festdag 6 mars.